# Rezolucja Rady Bezpieczeństwa ONZ nr 335
Rezolucja Rady Bezpieczeństwa ONZ nr 335 została przyjęta 22 czerwca 1973 r.
Po przeanalizowaniu wniosków RFN i NRD o członkostwo w Organizacji Narodów Zjednoczonych, Rada zaleciła Zgromadzeniu Ogólnemu przyjęcie tych państw do swojego grona.

## Źródło
- UNSCR - Resolution 335